# Kristoffer Velde
Kristoffer Velde (ur. 9 września 1999 w Haugesund) – norweski piłkarz występujący na pozycji pomocnika w Olympiakosie Pireus.

## Kariera klubowa
Wychowanek FK Haugesund, do pierwszego zespołu dołączył w 2017 roku. Debiut w tym klubie zaliczył 17 września 2017 roku w meczu przeciwko Sogndal IL, wygranym 0:1, wchodząc na ostatnią minutę. Pierwszą asystę zaliczył 6 dni później w meczu przeciwko Viking FK, wygranym 2:1. Asystował przy golu w 95. minucie. W swoim pierwszym sezonie zagrał 9 meczów i asystował 2 razy. Pierwszego gola strzelił 21 maja 2018 roku w meczu przeciwko Rosenborg BK, przegranym 1:2. Do siatki trafił w 88. minucie. W sezonie 2018 zagrał 9 meczów, strzelił 2 gole i raz asystował. 8 stycznia 2019 roku poszedł na wypożyczenie do Nest-Sotra IL, wrócił 29 marca. Nie zagrał tam żadnego meczu.
W swoim trzecim sezonie (2019) zagrał 26 meczów i strzelił 4 gole. W sezonie 2020 zagrał w 28 meczach, 8 razy trafiał do siatki rywali i tyle samo razy asystował. W sezonie 2021 rozegrał 29 meczów, w których zaliczył 7 bramek i 11 asyst. Łącznie w FK Haugesund zagrał w 101 ligowych meczach, strzelił 21 goli i zanotował 22 asysty. W styczniu 2022 roku podpisał
kontrakt z Lechem Poznań.
W lipcu 2024 po dwóch i pół roku gry w Kolejorzu został nowym piłkarzem Olympiakos SFP.

## Statystyki kariery klubowej
Stan na 1 lipca 2023
| Klub               | Sezon              | Liga               | Liga  | Liga   | Liga   | Puchar kraju | Puchar kraju | Puchar kraju | Europa | Europa | Europa | Inne  | Inne   | Inne   | Suma  | Suma   | Suma   |
| Klub               | Sezon              | Liga               | Mecze | Bramki | Asysty | Mecze        | Bramki       | Asysty       | Mecze  | Bramki | Asysty | Mecze | Bramki | Asysty | Mecze | Bramki | Asysty |
| ------------------ | ------------------ | ------------------ | ----- | ------ | ------ | ------------ | ------------ | ------------ | ------ | ------ | ------ | ----- | ------ | ------ | ----- | ------ | ------ |
| FK Haugesund       | 2016/2017          | Eliteserien        | 9     | 0      | 0      | 0            | 0            | 0            | 0      | 0      | 0      | 0     | 0      | 0      | 9     | 0      | 0      |
| FK Haugesund       | 2017/2018          | Eliteserien        | 9     | 2      | 1      | 5            | 2            | 0            | 0      | 0      | 0      | 0     | 0      | 0      | 14    | 4      | 1      |
| FK Haugesund       | 2018/2019          | Eliteserien        | 26    | 4      | 0      | 6            | 2            | 1            | 0      | 0      | 0      | 0     | 0      | 0      | 32    | 6      | 1      |
| FK Haugesund       | 2019/2020          | Eliteserien        | 28    | 8      | 8      | 0            | 0            | 0            | 6      | 2      | 1      | 0     | 0      | 0      | 34    | 10     | 9      |
| FK Haugesund       | 2020/2021          | Eliteserien        | 29    | 7      | 11     | 1            | 0            | 0            | 0      | 0      | 0      | 0     | 0      | 0      | 30    | 7      | 11     |
| FK Haugesund       | Ogólnie            | Ogólnie            | 101   | 21     | 20     | 12           | 4            | 1            | 6      | 2      | 1      | 0     | 0      | 0      | 119   | 27     | 22     |
| Lech Poznań        | 2021/2022          | Ekstraklasa        | 8     | 0      | 1      | 2            | 0            | 0            | 0      | 0      | 0      | 0     | 0      | 0      | 10    | 0      | 1      |
| Lech Poznań        | 2022/2023          | Ekstraklasa        | 30    | 8      | 3      | 1            | 0            | 0            | 16     | 8      | 4      | 1     | 0      | 0      | 48    | 16     | 7      |
| Lech Poznań        | Ogólnie            | Ogólnie            | 38    | 8      | 4      | 3            | 0            | 0            | 16     | 8      | 4      | 1     | 0      | 0      | 58    | 16     | 8      |
| Ogólnie w karierze | Ogólnie w karierze | Ogólnie w karierze | 138   | 29     | 24     | 15           | 4            | 1            | 22     | 10     | 5      | 1     | 0      | 0      | 177   | 43     | 30     |

## Kariera reprezentacyjna
W 2017 roku rozegrał 2 mecze i strzelił gola w reprezentacji Norwegii U-19. Debiut w seniorskiej kadrze zaliczył 20 czerwca 2023, wchodząc z ławki w meczu z Cyprem.

## Życie prywatne
Urodził się w Haugesund. Jest synem Norwega i Argentynki. Jako dziecko mieszkał na Florydzie i w Buenos Aires. W grze wzoruje się na takich zawodnikach jak Neymar, Lionel Messi i Philippe Coutinho.